# Primaballerina
"Primallerina" foi a canção alemã no Festival Eurovisão da Canção 1969, interpretada em alemão por Siw Malmkvist..
A canção foi a décima terceira à ser interpretada na noite do Festival (depois de Kirsti Sparboe da Noruega com "Oj, Oj, Oj, så glad jeg skal bli" e antes de Frida Boccara da França com "Un jour, un enfant"). Ao final da votação obteve 8 pontos, ficando em 9º lugar, numa classificação com 16 colocações.
A canção é dirigida a uma figura de porcelana num relógio, com Malmkvist a perguntar-lhe se está sozinha e dançando por um amante ausente.
A canção que a seguiu como representante alemã no festival de 70, foi a música "Wunder gibt es immer wieder", interpretada  por Katja Ebstein.